# Klęczkowo (województwo pomorskie)
Klęczkowo – osada w Polsce, w województwie pomorskim, w powiecie bytowskim, w gminie Miastko.